# Schloss Herborn

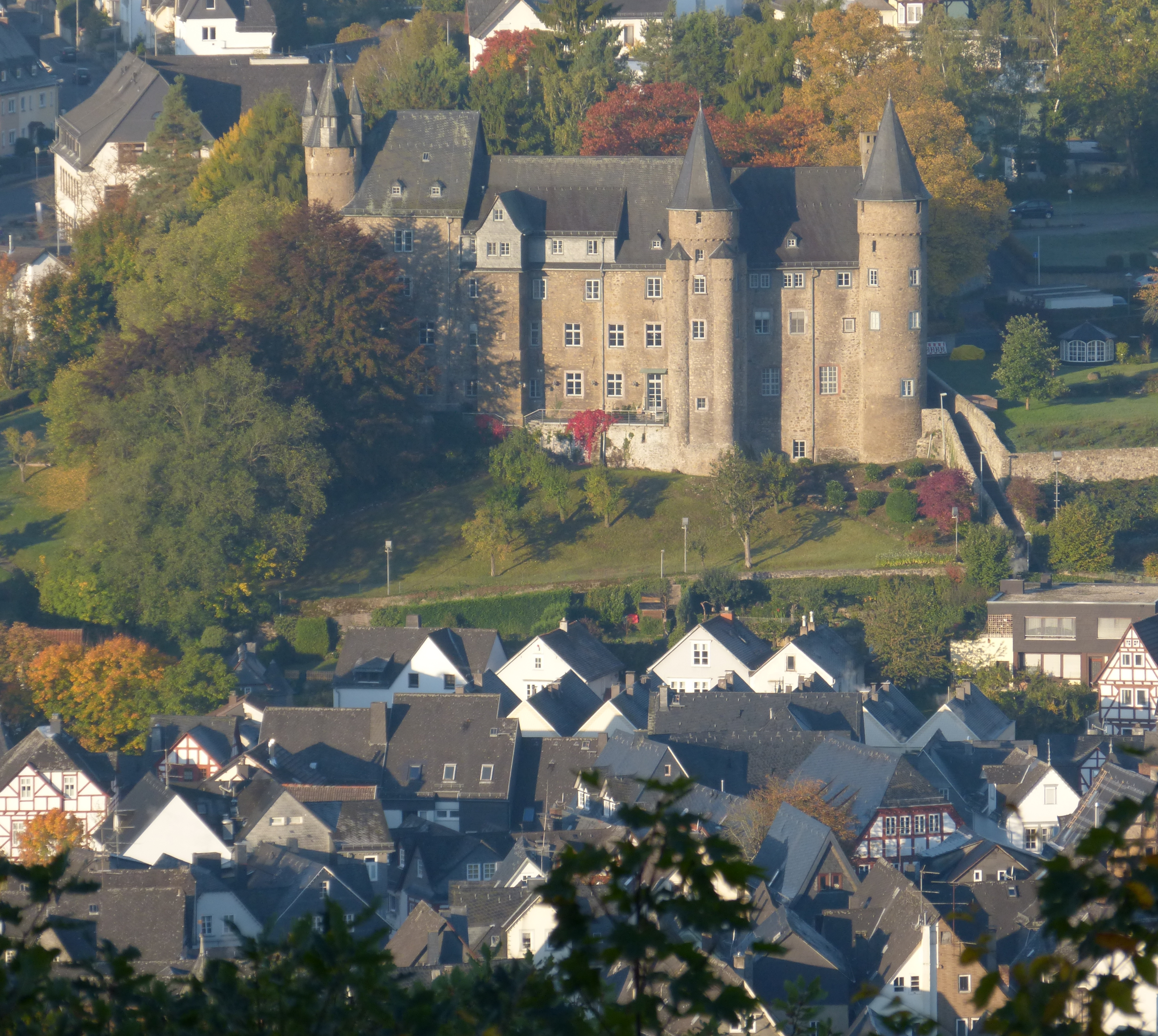
Schloss Herborn von Osten aus gesehen

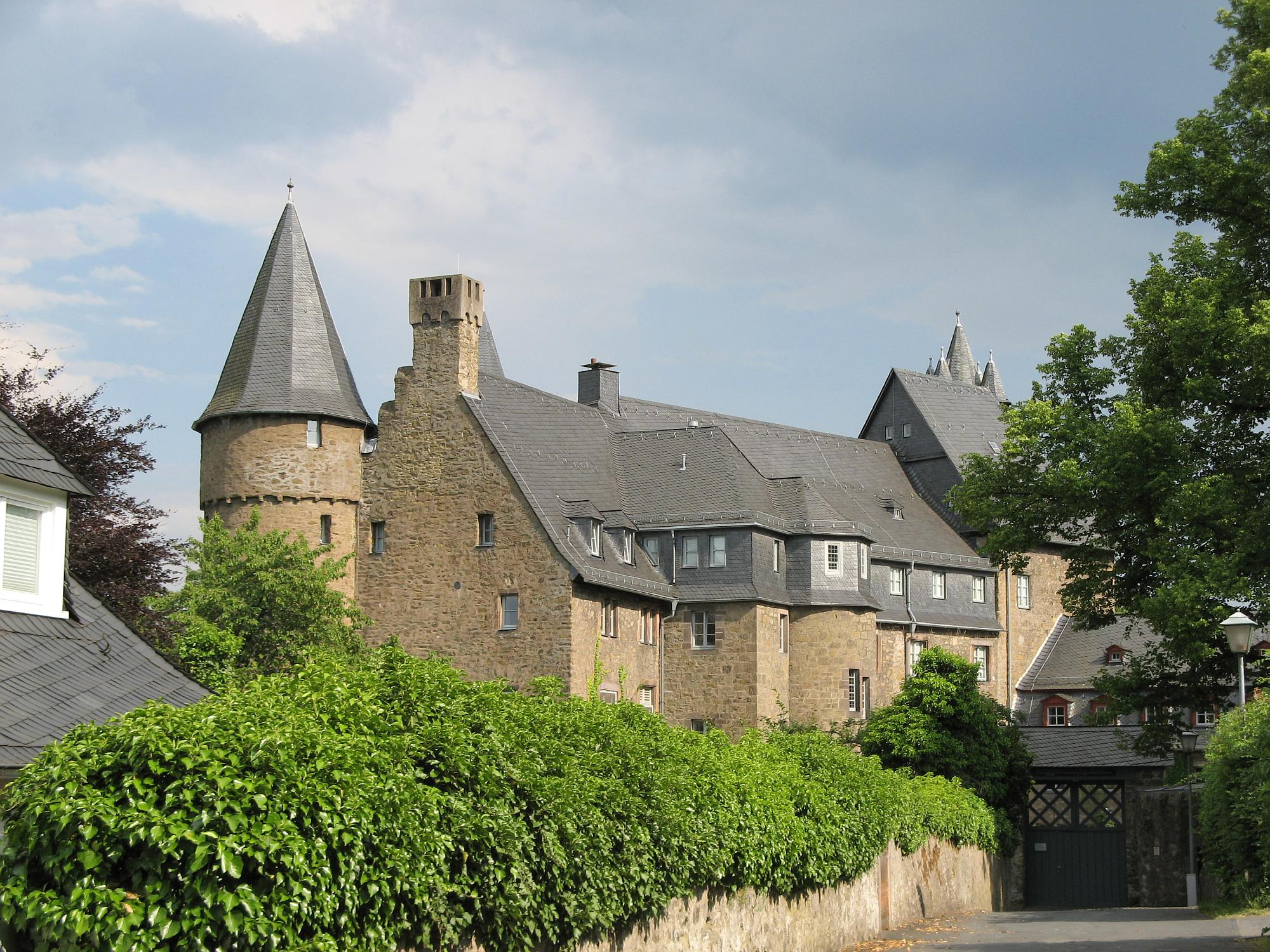
Schloss Herborn von Westen aus gesehen

Das Schloss Herborn liegt oberhalb der Stadt Herborn im Lahn-Dill-Kreis und entstand aus der ehemaligen Burg Herborn. Es steht unter Denkmalschutz.

## Geschichte
Das Schloss Herborn wurde Ende des 13. Jahrhunderts als Hangrandburg erbaut und war mit der Stadtmauer Herborns verbunden. Die Stadtmauer wurde nach Verleihung der Stadtrechte im Jahre 1251 errichtet. Das Schloss liegt innerhalb dieser Ringmauer. Es wurde im Jahr 1350 erstmals urkundlich erwähnt. Das Schloss war das Zentrum der Herborner Mark, die die Grafen von Nassau als Lehen der Landgrafen von Hessen hielten.
1584 wurde die von Graf Johann VI. von Nassau-Dillenburg gegründete „Hohe Schule“ Herborn für eine kurze Zeit im Schloss untergebracht; sie wurde jedoch schon nach wenigen Jahren in das alte Rathaus (heute: Hohe Schule und Stadtmuseum) im Stadtzentrum von Herborn verlegt. Bis 1725 befand sich die Bibliothek der Hohen Schule im Schloss. Teilweise hatten Professoren der Hohen Schule hier auch ihre Dienstwohnungen. Einer der Bewohner war der Staatsrechtler Johannes Althusius.
Das Schloss diente den Grafen zeitweise als Nebenresidenz und auch als Witwensitz (eine tatsächliche Nutzung als Witwensitz ist allerdings nicht direkt nachweisbar), stand aber im Rang deutlich hinter den nassauischen Hauptresidenzen in Dillenburg und Siegen zurück. Es war u. a. eine Nebenresidenz von Graf Engelbert I. von Nassau-Breda, der dem Schloss bis etwa 1445 einen zeitgenössischen spätgotischen Stil mit Türmen in französischer Bauart „verpasste“. Weitere Nutzungen des Schlosses waren u. a. eine Geschützwerkstätte (Fertigung von Feuerbüchsen im 15. Jh.) und in den 1680er Jahren eine unrühmliche Münzprägestätte. Ab 1781 befand sich in den Schlossmauern die Dienstwohnung eines Amtsmannes (Carl Ludwig Reichmann). 1796 weilte der französische General Soult auf dem Schloss. Dessen überstürzte Flucht vor seinem Kontrahenten, dem Erzherzog Karl von Österreich, gaben dem „Franzosenpförtchen“ und dem „Franzosenweg“ vermutlich seinen Namen. 1757 wurde Isabelle Charlotte von Nassau-Dietz in der Evangelischen Stadtkirche von Herborn prunkvoll in einem Marmor-Sarkophag bestattet. Nach Aufzeichnungen des königlichen Archivrats J. Steur aus Den Haag lebte Isabella Charlotte zumeist in der Residenzstadt Dillenburg, nur wenige Kilometer von Herborn entfernt. Obgleich das Herborner Schloss zeitweise als Residenz für adlige Witwen vorgesehen war, hat Isabella meist nicht in Herborn im Schloss gelebt, sondern in Dillenburg im von ihr gestifteten Gebäude „Unteres Tor“ (oder Stadtschlösschen, heute Stadtbibliothek). In Herborn stiftete sie allerdings mildtätig eine Unterkunft für benachteiligte (nicht adlige!) Witwen, das so genannte „Gelbe Häuschen“.
Nach einer Verfallperiode von 1815 bis 1840 – in der z. B. sogar 1822 sogar eine Schnapsbrennerei in den Schlossmauern zu finden war, gelang es jedoch trotz Umbauten nicht, die Bauschäden zu beheben, und so sollte das Schloss 1840 zum Abbruch verkauft werden. Um dies zu verhindern, bildete sich die erste denkmalpflegerische Bürgerinitiative von Herborn. Schließlich erwarb die Landesregierung in Wiesbaden das Schloss zurück und ließ es instand setzen. Von 1840 bis 1866 war es Behördensitz. Nach dem Wechsel der Herrschaft zu Preußen 1866 überließ der preußische König es dann dem aus der theologischen Fakultät der Hohen Schule 1817 hervorgegangenen Theologischen Seminars der nassauischen Landeskirche, das bis dahin im „Schulhof“ (Hohe Schule) seinen Sitz gehabt hatte. In den Kriegsjahren 1870/71 diente es als Lazarett. In dieser Zeit wurde im Schlosshof die Hülle des aus dem belagerten Paris aufgestiegenen und in Sinn gelandeten Freiluftballons „Ville de Paris“ ausgestellt. Der Erlös kam dem Lazarett zugute.
1929–1931 wurde es durch den Herborner Architekten Ludwig Hofmann wiederhergestellt.

## Heutige Nutzung
Heute ist das Herborner Schloss der Sitz des Theologischen Seminars der Evangelischen Kirche in Hessen und Nassau, einer direkten Nachfolgeinstitution der Hohen Schule Herborn.
Im Schloss ist eine bedeutende Bibliothek untergebracht, die ungefähr 68.000 Titel umfasst. Etwa 10.000 davon stammen aus der Zeit vor 1900, darunter viele aus Herborns historischen Druckereien (z. B. Corvin).